# روب ميتشيل
روب ميتشيل (بالإنجليزية: Rob Mitchell)‏ هو سياسي أسترالي، ولد في 5 أغسطس 1948 في أراماك كوينزلاند في أستراليا. حزبياً، نشط في الحزب الوطني الأسترالي في كوينزلاند ‏. وقد انتخب عضو المجلس التشريعي ولاية كوينزلاند.